# Miraï, min lillasyster
Miraï, min lillasyster (japanska: 未来のミライ?, Mirai no Mirai, 'Framtidens Mirai') är en japansk animerad fantasyfilm från 2018. Den är regisserad av Mamoru Hosoda efter eget manus och producerad av Studio Chizu. Filmen hade världspremiär 16 maj 2018, på Quinzaine des réalisateurs i Cannes, med japansk biopremiär 20 juli samma år. Den fick svensk biopremiär 26 juli 2019.
Filmen nominerades till priset för bästa animerade långfilm vid både den 76:e Golden Globe Awards och samma års Oscarsgala. I den sistnämnda kategorin var filmen den sjätte japanska film och den första utanför Studio Ghibli att bli nominerad.

## Handling
Kun är sonen i en familj där mamma är företagsledare och fadern arkitekt. Familjen bor i en hus, planlagt av pappa runt ett träd, i Kanazawa-distriktet i Yokohama, strax söder om Tokyo. I huset tillbringar Kun sina dagar med att leka med familjens hund Yukko och sina älskade leksakståg.
Fyraårige Kun är storebror till den nyfödda Mirai, vars namn betyder framtid. Till en början är han glad över det hela, men glädjen förvandlas snart till avundsjuka när han ser hur mycket uppmärksamhet som den nya familjemedlemmen får. Han blir trotsig, både mot mamma och pappa. Den senare börjar i samma veva arbeta hemifrån, i ett försök att kombinera hushållsarbete, frilansarbete och föräldraskap med ett spädbarn med avundsjukt syskon.
Kuns återkommande vredesutbrott leder honom ofta ut i familjeträdgården, som runt honom ofta förvandlas till en helt annan dimension. Där möter han en konstig man som hävdar att han är husets "prins" men som i själva verket är hunden Yukko som förvandlats till människa.
| Vänster: Kun lär sig cykla utan stödhjul i Negishis skogspark i Yokohama. Höger: Etchūnakamura-stationen i Toyama-prefekturen var förebild för stationen där Kun tar tåget till Tokyo. |  | Vänster: Kun lär sig cykla utan stödhjul i Negishis skogspark i Yokohama. Höger: Etchūnakamura-stationen i Toyama-prefekturen var förebild för stationen där Kun tar tåget till Tokyo. |
| Vänster: Kun lär sig cykla utan stödhjul i Negishis skogspark i Yokohama. Höger: Etchūnakamura-stationen i Toyama-prefekturen var förebild för stationen där Kun tar tåget till Tokyo. |  | |

3 mars firar familjen Hinamatsuri (den nationella japanska flickhögtiden), med traditionella lyckobringande dockor. Pappa glömmer dock bort att ställa undan dockorna efter högtiden, en olycksbringande glömska som väcker "framtidens Mirais" förtret. Henne, en äldre version av Kuns lillasyster, träffar Kun en annan dag i den "mångdimensionella" trädgården. Tillsammans med Kun och "prinsen"/Yukko försöker hon ställa undan dockorna utan att röja deras närvaro för pappa.
Kuns mormor visar honom foton av hans mor när hon var i Kuns ålder. Nästa gången den arge fyraåringen springer ut i trädgården hamnar han i en stad flera årtionden tillbaka och finner en liten flicka som han känner igen som sin egen mor. Hon är lika slarvig som Kun (som sprider tågbanor och leksaker över huset).
Tillbaka i sin egen tid har Kun fått en cykel med stödhjul. Men han vill cykla som de stora barnen i parken och ber pappa att skruva bort stödhjulen. Att cykla utan stödhjul är dock lättare sagt än gjort. Nästa gång Kun springer ut i trädgården, hamnar han i en verkstad i ett lantligt Japan många årtionden tidigare. En ung man med ett skadat ben mekar med en motorcykel och tar sedan Kun – som aldrig sett en häst förut – med på en ritt över markerna. Instruktionerna från mannen för att få Kun att glömma sin rädsla där på hästryggen tar pojken med sig när han senare till slut lyckas balansera på sin tvåhjuling. I familjealbumet dyker den unge mannen upp igen, som Kuns farfarsfar.
Mot slutet av filmen ska familjen ut på en utflykt. Kun är nu arg för att han inte kan ha på sig sina gula kortbyxor (som ligger i tvätten). När Kun till slut tar sig ut i trädgården är föräldrarna borta, och istället är där en järnvägsstation. Han hoppar på ett tåg och hamnar på centralstationen i Tokyo, där han snart blir helt vilse. Vid hittegodsavdelningen försöker han förklara vem han är och vilka han bor med. Tjänstemannen vid disken förklarar att om ingen hämtar upp Kun, måste han ta tåget till "Ensamlandet" (ett land under jorden). På stationen finner han dock sin lillasyster Mirai och senare "framtidens Mirai". De två tar en lufttur och landar i familjeträdet, som avslöjar ett antal släktepisoder.
Tillbaka i sin riktiga tid bestämmer sig Kun för att de blå kortbyxorna kan fungera bra ändå. Och så springer han ut till mamma och pappa, lillasystern och den väntande familjeutflykten.

## Produktion

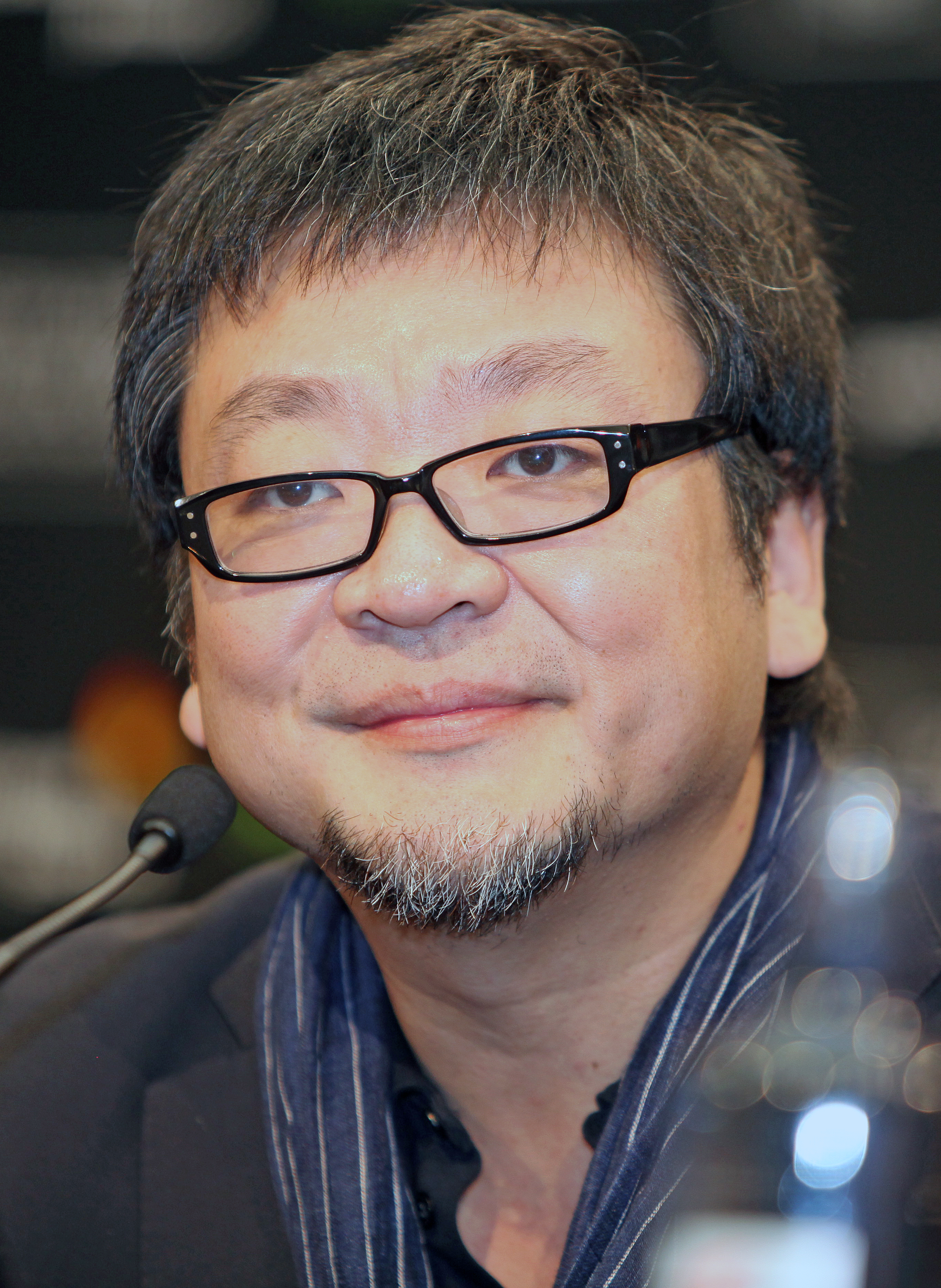
Mamoru Hosoda, som inspirerades till filmen av sina egna barn (sonen var tre år när dottern föddes).

Hosoda inspirerades delvis till historien om Mirai efter att ha blivit vittne till sin egen då treårige sons första reaktioner inför lillasystern.
Genom att göra filmens huvudperson till en fyraåring, ville Hosoda fånga hur livet tedde sig vid den åldern för ett barn. För att underlätta känslan inför detta tog han sina egna barn med till animationsstudion, så att animatörerna kunde teckna av och skapa referensmaterial till filmen. Fantasielementen i filmen var ett sätt för Hosoda att visa fram rollfigurens personliga utveckling. Filmen handlar enligt Hosoda om "hur en familj kan förändras men ändå fortfarande är samma familj", och handlingens placering i Yokohama – en stad som ständigt förnyar sig – syftade på att spegla detta förhållande. Bland verkliga vyer som syns i filmen finns Negishis skogspark i centrala Yokohama, Tokyos centralstation, det stora växthuset i Shinjuku Gyoen-parken och Etchūnakamura-stationen i Toyama-prefekturen. 
Kuns farfarsfars historia baserades löst på Hosodas frus egen farfarsfar. Han arbetade också med stridsflygplan och blev skadad under andra världskriget.
Familjens hus ritades speciellt för filmen av arkitekten Makoto Tanjiri.
De olika fantasivärldarna i "familjeträdgården" utarbetades i olika versioner beroende på de möten som gestaltades där. Därför skedde mötet med "prinsen" vid en kyrkoruin (inte helt olikt träningsanläggningen för Kyūta och Kumatetsu i Odjuret och hans lärling) och mötet med "framtidens Mirai" i djungelliknande trädgård. I båda fallen skulle detta vara karaktäriseringar av världen sedd genom Kuns ögon.

## Mottagande
Filmen blev nominerad till bästa animerade långfilm både inför Golden Globe- och Oscar-galorna. Filmen blev utvald till 2018 års bästa animerade film av Japanska filmakademin.